# 이근용
이근용(1978년 6월 16일 ~)은 현대 유니콘스의 전 야구 선수다. 인천고등학교를 졸업했다.

## 같이 보기
- 2001년 현대 유니콘스 시즌